# Villa María (Paysandú)

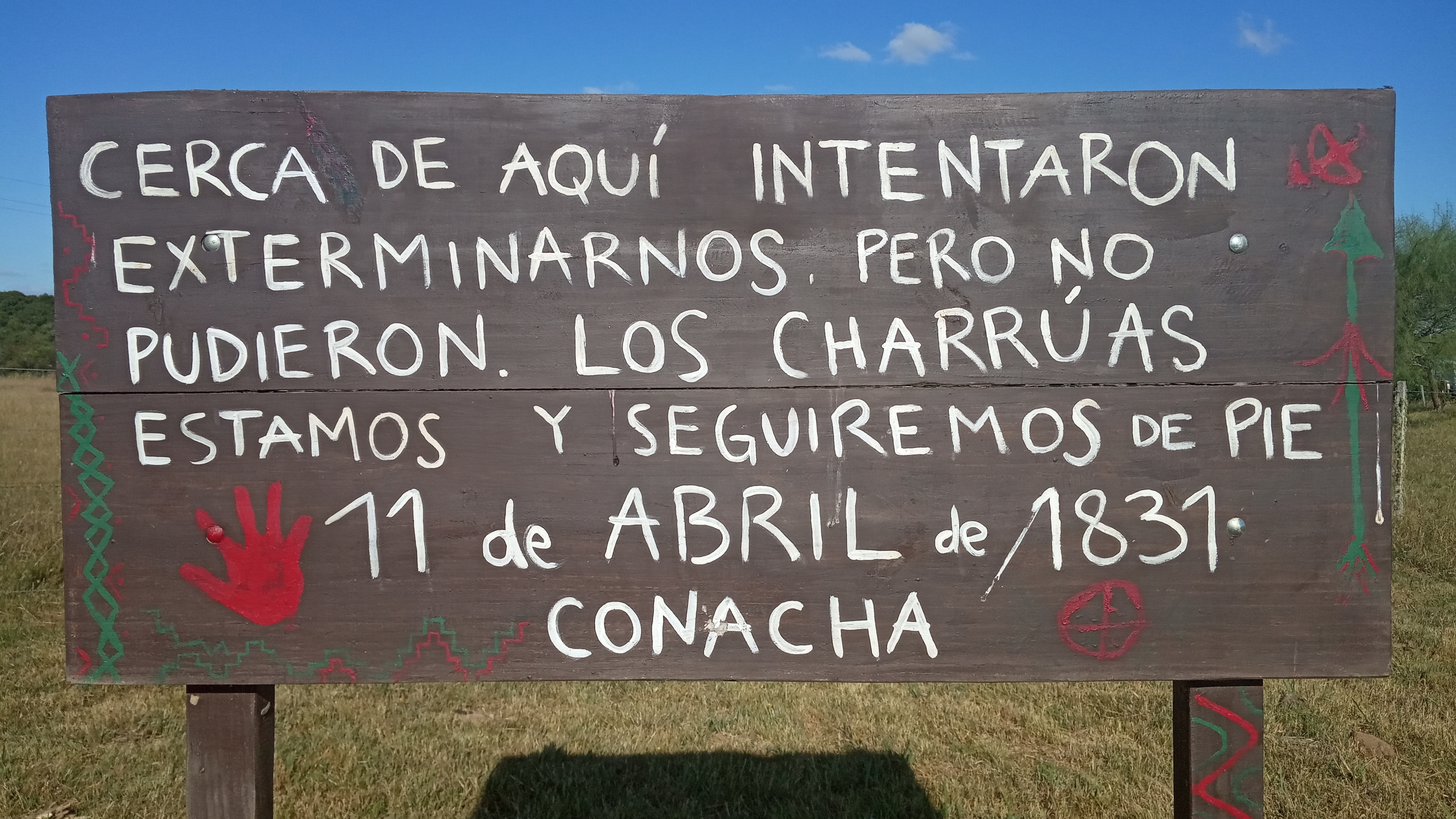
Placa en las proximidades del poblado de Villa María o Tiatucura.

Villa María, también conocida como Tiatucura o Villa María de Tiatucura es una localidad uruguaya del departamento de Paysandú.

## Ubicación
La localidad se encuentra situada en la zona sureste del departamento de Paysandú, al oeste del arroyo Salsipuedes Grande, al sureste del camino de la cuchilla de Haedo y del ramal de vía férrea que une Salto con Paso de los Toros. Las localidades más próximas son Arbolito y Morató, ambas a 18 km, mientras que dista 163 km de la capital departamental Paysandú.
Allí se erige un monumento memorial a la matanza de Salsipuedes, obra del escultor de Guichón, Juan Carlos Ualde.

## Población
Según el censo de 2011 la localidad contaba con una población de 49 habitantes.
| 212           | 121 | 81 | 53 | 67 | 49 |
| (Fuente: INE) |     |    |    |    |    |